# كوشك (ألقورات)
کوشك (بالفارسية: کوشک) هي مستوطنة تقع في إيران في قسم ألقورات الريفي. يقدر عدد سكانها بـ 71 نسمة .